# Beltran Mvuka
Nishimwe Beltran Mvuka (4 ottobre 1998) è un calciatore norvegese naturalizzato burundese, attaccante del Sotra e della Nazionale burundese.

## Biografia
È il fratello di Joel Mugisha Mvuka, anch'egli calciatore professionista.

## Carriera

### Club
Mvuka ha iniziato a giocare a calcio nelle giovanili dell'Åsane. In vista della stagione 2018, è passato al Tertnes: ha debuttato in 3. divisjon in data 22 aprile, sostituendo Edmund Chappy nella sconfitta per 4-1 subita sul campo del Fyllingsdalen. L'anno seguente ha fatto ritorno all'Åsane, venendo aggregato alla prima squadra e debuttando in 2. divisjon il 20 maggio 2019, schierato titolare nel successo per 0-1 sul campo dell'Odd 2.
Nell'estate del 2019 è passato ai portoghesi dell'Académica, che lo hanno aggregato alle proprie giovanili: vi è rimasto per una stagione. Svincolato dopo questa esperienza, è tornato a calcare i campi da calcio norvegese il 19 giugno 2021, quando ha sostituito Frederic Doksæter Falck nel pareggio per 0-0 arrivato in casa del Flekkerøy, in 2. divisjon. Il 4 luglio seguente ha trovato il primo gol con questa maglia, sancendo il successo per 1-0 sullo Skeid.
Il 30 dicembre 2023 è stato ufficializzato il suo trasferimento al Sandefjord, compagine per cui ha firmato un contratto biennale: il trasferimento sarebbe stato ratificato alla riapertura del calciomercato locale, prevista nel mese di gennaio. Ha giocato quindi il primo incontro in Eliteserien in data 1º aprile 2024, quando ha sostituito Eman Markovic nella sconfitta per 2-0 subita in casa del Rosenborg.

### Nazionale
Il 18 marzo 2025, Mvuka è stato convocato dal Burundi per le sfide di qualificazione al campionato del mondo 2026 da disputarsi contro Marocco e Seychelles. Ha debuttato in data 25 marzo, sostituendo Mokono Eldhino nella vittoria per 5-0 sulle Seychelles.

## Statistiche

### Presenze e reti nei club
Statistiche aggiornate al 7 agosto 2025.
| Stagione          | Club              | Campionato        | Campionato | Campionato | Coppe nazionali | Coppe nazionali | Coppe nazionali | Coppe continentali | Coppe continentali | Coppe continentali | Supercoppe | Supercoppe | Supercoppe | Totale | Totale |
| Stagione          | Club              | Comp              | Pres       | Reti       | Comp            | Pres            | Reti            | Comp               | Pres               | Reti               | Comp       | Pres       | Reti       | Pres   | Reti   |
| ----------------- | ----------------- | ----------------- | ---------- | ---------- | --------------- | --------------- | --------------- | ------------------ | ------------------ | ------------------ | ---------- | ---------- | ---------- | ------ | ------ |
| 2018              | Tertnes           | 3D                | 8          | 0          | CN              | 3               | 0               | -                  | -                  | -                  | -          | -          | -          | 11     | 0      |
| feb.-lug. 2019    | Åsane             | 2D                | 2          | 0          | CN              | 1               | 0               | -                  | -                  | -                  | -          | -          | -          | 3      | 0      |
| mag.-dic. 2021    | Sotra             | 2D                | 17         | 7          | CN              | 0               | 0               | -                  | -                  | -                  | -          | -          | -          | 17     | 7      |
| 2022              | Sotra             | 2D                | 24         | 4          | CN              | 2               | 1               | -                  | -                  | -                  | -          | -          | -          | 26     | 5      |
| 2023              | Sotra             | 2D                | 23         | 1          | CN              | 3               | 1               | -                  | -                  | -                  | -          | -          | -          | 26     | 2      |
| 2024              | Sandefjord        | ES                | 14         | 0          | CN              | 0               | 0               | -                  | -                  | -                  | -          | -          | -          | 14     | 0      |
| gen.-ago. 2025    | Sandefjord        | ES                | 0          | 0          | CN              | 2               | 0               | -                  | -                  | -                  | -          | -          | -          | 2      | 0      |
| Totale Sandefjord | Totale Sandefjord | Totale Sandefjord | 14         | 0          |                 | 2               | 0               |                    | -                  | -                  |            | -          | -          | 16     | 0      |
| ago.-dic. 2025    | Sotra             | 2D                | 0          | 0          | CN              | -               | -               | -                  | -                  | -                  | -          | -          | -          | 0      | 0      |
| Totale Sotra      | Totale Sotra      | Totale Sotra      | 64         | 12         |                 | 5               | 2               |                    | -                  | -                  |            | -          | -          | 69     | 14     |
| Totale            | Totale            | Totale            | 88         | 12         |                 | 11              | 2               |                    | -                  | -                  |            | -          | -          | 99     | 14     |